# Himmerland (film)
 For alternative betydninger, se Himmerland (flertydig). (Se også artikler, som begynder med Himmerland)
Himmerland er en dansk film fra 2008, med instruktion og manuskript af James Barclay, der også selv spiller hovedrollen.

## Handling
Amerikaneren Sean forlader Danmark med to lig og et knust hjerte i sit kølvand. Tre måneder efter vender han tilbage til Himmerland. En dansk udørk, hvor sneen ligger tykt. Hans tidligere svoger Thomas får ham lokket til at bryde ind hos en rigmand og stjæle et pengeskab, der efter sigende indeholder mange penge. Men hvorfor har Thomas så desperat brug for penge? I løbet af natten efter indbruddet samles alle trådene i en forladt fabriksbygning.

## Medvirkende
| Skuespiller           | Rolle         |
| --------------------- | ------------- |
| James Barclay         | Sean          |
| Nikolaj Coster-Waldau | Thomas        |
| Julie Ølgaard         | Kira          |
| Neel Rønholt          | Sofie         |
| Zlatko Buric          | Stipe         |
| Henrik Vestergaard    | Colin         |
| Joachim Knop          | Søren         |
| Anders Brink Madsen   | Politibetjent |
| Nukâka                | Sofies mor    |